# Puchar Świata w łyżwiarstwie szybkim 1990/1991
Puchar Świata w łyżwiarstwie szybkim 1990/1991 był 6. edycją tej imprezy. Dla kobiet pierwszą imprezą były zawody rozegrane 24 listopada 1990 roku w stolicy Niemiec - Berlinie, a ostatnie zawody odbyły się 3 marca 1991 roku w Hadze. Mężczyźni rywalizację rozpoczęli 1 grudnia 1990 roku w holenderskim Heerenveen, a zakończyli 10 marca 1991 roku w niemieckim Inzell.
Puchar Świata rozgrywano w 13 miastach, w 10 krajach, na 3 kontynentach. 
Wśród kobiet triumfowały: Japonka Kyōko Shimazaki na 500 m oraz Niemki Monique Garbrecht na 1000 m, Gunda Kleemann na 1500 m i Heike Warnicke w klasyfikacji 3000/5000 m. Wśród mężczyzn zwyciężali: Niemiec Uwe-Jens Mey na 500 m, reprezentant ZSRR Ihar Żalazouski na 1000 m oraz Norweg Johann Olav Koss był najlepszy na 1500 m i w klasyfikacji 5000/10 000 m.

## Medaliści zawodów

### Kobiety

#### Wyniki
| Data                 | Miejsce                                                       | Konkurencja                                                   | Zwycięzca                                                     | 2. miejsce                                                    | 3. miejsce                                                    |
| -------------------- | ------------------------------------------------------------- | ------------------------------------------------------------- | ------------------------------------------------------------- | ------------------------------------------------------------- | ------------------------------------------------------------- |
| 24-25 listopada 1990 | Berlin                                                        | 500 m (24 listopada)                                          | Kyōko Shimazaki                                               | Angela Hauck                                                  | Monique Garbrecht                                             |
| 24-25 listopada 1990 | Berlin                                                        | 1500 m (24 listopada)                                         | Gunda Kleemann                                                | Yvonne van Gennip                                             | Ulrike Adeberg                                                |
| 24-25 listopada 1990 | Berlin                                                        | 1000 m (25 listopada)                                         | Gunda Kleemann                                                | Monique Garbrecht                                             | Angela Hauck                                                  |
| 24-25 listopada 1990 | Berlin                                                        | 3000 m (25 listopada)                                         | Gunda Kleemann                                                | Heike Warnicke                                                | Swietłana Bojko                                               |
| 8-9 grudnia 1990     | Asama                                                         | 500 m (8 grudnia)                                             | Seiko Hashimoto                                               | Kyōko Shimazaki                                               | Bonnie Blair                                                  |
| 8-9 grudnia 1990     | Asama                                                         | 1000 m (8 grudnia)                                            | Seiko Hashimoto                                               | Monique Garbrecht                                             | Bonnie Blair                                                  |
| 8-9 grudnia 1990     | Asama                                                         | 500 m (9 grudnia)                                             | Kyōko Shimazaki                                               | Seiko Hashimoto                                               | Bonnie Blair                                                  |
| 8-9 grudnia 1990     | Asama                                                         | 1000 m (9 grudnia)                                            | Seiko Hashimoto                                               | Bonnie Blair                                                  | Monique Garbrecht                                             |
| 8-9 grudnia 1990     | Calgary                                                       | 1500 m (8 grudnia)                                            | Gunda Kleemann                                                | Heike Warnicke                                                | Emese Hunyady                                                 |
| 8-9 grudnia 1990     | Calgary                                                       | 3000 m (9 grudnia)                                            | Gunda Kleemann                                                | Heike Warnicke                                                | Yvonne van Gennip                                             |
| 15-16 grudnia 1990   | Karuizawa                                                     | 500 m (15 grudnia)                                            | Bonnie Blair                                                  | Seiko Hashimoto                                               | Kyōko Shimazaki                                               |
| 15-16 grudnia 1990   | Karuizawa                                                     | 1000 m (15 grudnia)                                           | Monique Garbrecht                                             | Seiko Hashimoto                                               | Bonnie Blair                                                  |
| 15-16 grudnia 1990   | Karuizawa                                                     | 500 m (16 grudnia)                                            | Seiko Hashimoto                                               | Bonnie Blair                                                  | Monique Garbrecht                                             |
| 15-16 grudnia 1990   | Karuizawa                                                     | 1000 m (16 grudnia)                                           | Monique Garbrecht                                             | Seiko Hashimoto                                               | Bonnie Blair Wang Xiuli                                       |
| 15-16 grudnia 1990   | Butte                                                         | 1500 m (15 grudnia)                                           | Emese Hunyady                                                 | Yvonne van Gennip                                             | Sandra Voetelink                                              |
| 15-16 grudnia 1990   | Butte                                                         | 3000 m (16 grudnia)                                           | Emese Hunyady                                                 | Yvonne van Gennip                                             | Lia van Schie                                                 |
| 12-13 stycznia 1991  | Davos                                                         | 500 m (12 stycznia)                                           | Bonnie Blair                                                  | Ye Qiaobo                                                     | Monique Garbrecht                                             |
| 12-13 stycznia 1991  | Davos                                                         | 1500 m (12 stycznia)                                          | Gunda Kleemann                                                | Heike Warnicke                                                | Emese Hunyady                                                 |
| 12-13 stycznia 1991  | Davos                                                         | 1000 m (13 stycznia)                                          | Monique Garbrecht                                             | Gunda Kleemann                                                | Wang Xiuli                                                    |
| 12-13 stycznia 1991  | Davos                                                         | 3000 m (13 stycznia)                                          | Heike Warnicke                                                | Gunda Kleemann                                                | Elena Belci-Dal Farra                                         |
| 18-20 stycznia 1991  | 88. mistrzostwa Europy w wieloboju 1991 – Sarajewo            | 88. mistrzostwa Europy w wieloboju 1991 – Sarajewo            | 88. mistrzostwa Europy w wieloboju 1991 – Sarajewo            | 88. mistrzostwa Europy w wieloboju 1991 – Sarajewo            | 88. mistrzostwa Europy w wieloboju 1991 – Sarajewo            |
| 2-3 lutego 1991      | 49. mistrzostwa świata w wieloboju kobiet 1991 – Hamar        | 49. mistrzostwa świata w wieloboju kobiet 1991 – Hamar        | 49. mistrzostwa świata w wieloboju kobiet 1991 – Hamar        | 49. mistrzostwa świata w wieloboju kobiet 1991 – Hamar        | 49. mistrzostwa świata w wieloboju kobiet 1991 – Hamar        |
| 9-10 lutego 1991     | Baselga di Pinè                                               | 500 m (9 lutego)                                              | Kyōko Shimazaki                                               | Angela Hauck                                                  | Ye Qiaobo                                                     |
| 9-10 lutego 1991     | Baselga di Pinè                                               | 1500 m (9 lutego)                                             | Gunda Kleemann                                                | Emese Hunyady                                                 | Heike Warnicke                                                |
| 9-10 lutego 1991     | Baselga di Pinè                                               | 1000 m (10 lutego)                                            | Angela Hauck                                                  | Seiko Hashimoto                                               | Monique Garbrecht                                             |
| 9-10 lutego 1991     | Baselga di Pinè                                               | 3000 m (10 lutego)                                            | Emese Hunyady                                                 | Yvonne van Gennip                                             | Ulrike Adeberg                                                |
| 23-24 lutego 1991    | 22. Mistrzostwa świata w wieloboju sprinterskim 1991 – Inzell | 22. Mistrzostwa świata w wieloboju sprinterskim 1991 – Inzell | 22. Mistrzostwa świata w wieloboju sprinterskim 1991 – Inzell | 22. Mistrzostwa świata w wieloboju sprinterskim 1991 – Inzell | 22. Mistrzostwa świata w wieloboju sprinterskim 1991 – Inzell |
| 2-3 marca 1991       | Haga                                                          | 500 m (2 marca)                                               | Ye Qiaobo                                                     | Bonnie Blair                                                  | Seiko Hashimoto                                               |
| 2-3 marca 1991       | Haga                                                          | 1000 m (2 marca)                                              | Monique Garbrecht                                             | Ye Qiaobo                                                     | Wang Xiuli                                                    |
| 2-3 marca 1991       | Haga                                                          | 3000 m (2 marca)                                              | Gunda Kleemann                                                | Yvonne van Gennip                                             | Heike Warnicke                                                |
| 2-3 marca 1991       | Haga                                                          | 500 m (3 marca)                                               | Kyōko Shimazaki                                               | Ye Qiaobo                                                     | Christine Aaftink                                             |
| 2-3 marca 1991       | Haga                                                          | 1500 m (3 marca)                                              | Gunda Kleemann                                                | Yvonne van Gennip                                             | Emese Hunyady                                                 |
| 2-3 marca 1991       | Haga                                                          | 5000 m (3 marca)                                              | Gunda Kleemann                                                | Heike Warnicke                                                | Yvonne van Gennip                                             |

#### Klasyfikacje
| Lp. | Zawodnik          | Punkty |
| --- | ----------------- | ------ |
| 1.  | Kyōko Shimazaki   | 160    |
| 2.  | Seiko Hashimoto   | 150    |
| 3.  | Bonnie Blair      | 136    |
| 4.  | Ye Qiaobo         | 125    |
| 5.  | Monique Garbrecht | 112    |
| 6.  | Yōko Fukazawa     | 102    |
| 7.  | Christine Aaftink | 98     |
| 8.  | Susan Auch        | 96     |
| 9.  | Angela Hauck      | 85     |
| 10. | Yoo Seon-hee      | 77     |

| Lp. | Zawodnik          | Punkty |
| --- | ----------------- | ------ |
| 1.  | Monique Garbrecht | 144    |
| 2.  | Seiko Hashimoto   | 132    |
| 3.  | Bonnie Blair      | 118    |
| 4.  | Wang Xiuli        | 92     |
| 5.  | Angela Hauck      | 90     |
| 6.  | Ye Qiaobo         | 86     |
| 7.  | Kyōko Shimazaki   | 85     |
| 8.  | Yoo Seon-hee      | 77     |
| 9.  | Chihaya Tanaka    | 73     |
| 10. | Marieke Stam      | 70     |

| Lp. | Zawodnik                 | Punkty |
| --- | ------------------------ | ------ |
| 1.  | Gunda Kleemann           | 125    |
| 2.  | Emese Hunyady            | 107    |
| 3.  | Yvonne van Gennip        | 100    |
| 3.  | Heike Warnicke           | 100    |
| 5.  | Ulrike Adeberg           | 81     |
| 6.  | Lia van Schie            | 79     |
| 7.  | Elena Belci-Dal Farra    | 56     |
| 8.  | Sandra Voetelink         | 53     |
| 9.  | Ewa Borkowska-Wasilewska | 51     |
| 10. | Michelle Kline           | 48     |

| Lp. | Zawodnik              | Punkty |
| --- | --------------------- | ------ |
| 1.  | Heike Warnicke        | 126    |
| 2.  | Gunda Kleemann        | 122    |
| 3.  | Yvonne van Gennip     | 120    |
| 4.  | Emese Hunyady         | 112    |
| 5.  | Ulrike Adeberg        | 104    |
| 6.  | Lia van Schie         | 101    |
| 7.  | Elena Belci-Dal Farra | 88     |
| 8.  | Hanneke de Vries      | 85     |
| 9.  | Anette Tønsberg       | 51     |
| 10. | Michelle Kline        | 44     |

### Mężczyźni

#### Wyniki
| Data                | Miejsce                                                       | Konkurencja                                                   | Zwycięzca                                                     | 2. miejsce                                                    | 3. miejsce                                                    |
| ------------------- | ------------------------------------------------------------- | ------------------------------------------------------------- | ------------------------------------------------------------- | ------------------------------------------------------------- | ------------------------------------------------------------- |
| 1-2 grudnia 1990    | Heerenveen                                                    | 500 m (1 grudnia)                                             | Uwe-Jens Mey                                                  | Andriej Bachwałow                                             | Wiktor Czupira                                                |
| 1-2 grudnia 1990    | Heerenveen                                                    | 1500 m (1 grudnia)                                            | Ben van der Burg Johann Olav Koss                             |                                                               | Markus Tröger                                                 |
| 1-2 grudnia 1990    | Heerenveen                                                    | 500 m (2 grudnia)                                             | Uwe-Jens Mey                                                  | Yasunori Miyabe                                               | Yasushi Kuroiwa                                               |
| 1-2 grudnia 1990    | Heerenveen                                                    | 1000 m (2 grudnia)                                            | Andriej Bachwałow                                             | Uwe-Jens Mey                                                  | Igor Żelezowski                                               |
| 1-2 grudnia 1990    | Heerenveen                                                    | 5000 m (2 grudnia)                                            | Johann Olav Koss                                              | Ben van der Burg                                              | Bart Veldkamp                                                 |
| 8-9 grudnia 1990    | Asama                                                         | 500 m (8 grudnia)                                             | Toshiyuki Kuroiwa                                             | Yasunori Miyabe                                               | Sean Ireland                                                  |
| 8-9 grudnia 1990    | Asama                                                         | 1000 m (8 grudnia)                                            | Igor Żelezowski                                               | Toshiyuki Kuroiwa                                             | Dave Besteman                                                 |
| 8-9 grudnia 1990    | Asama                                                         | 500 m (9 grudnia)                                             | Toshiyuki Kuroiwa                                             | Yasunori Miyabe                                               | Dan Jansen                                                    |
| 8-9 grudnia 1990    | Asama                                                         | 1000 m (9 grudnia)                                            | Igor Żelezowski                                               | Yasunori Miyabe                                               | Toshiyuki Kuroiwa                                             |
| 8-9 grudnia 1990    | Calgary                                                       | 1500 m (8 grudnia)                                            | Tomas Gustafson                                               | Peter Adeberg                                                 | Ådne Søndrål                                                  |
| 8-9 grudnia 1990    | Calgary                                                       | 5000 m (9 grudnia)                                            | Tomas Gustafson                                               | Ben van der Burg                                              | Roberto Sighel                                                |
| 15-16 grudnia 1990  | Karuizawa                                                     | 500 m (15 grudnia)                                            | Uwe-Jens Mey                                                  | Toshiyuki Kuroiwa                                             | Andriej Bachwałow                                             |
| 15-16 grudnia 1990  | Karuizawa                                                     | 1000 m (15 grudnia)                                           | Igor Żelezowski                                               | Nick Thometz                                                  | Aleksandr Klimow                                              |
| 15-16 grudnia 1990  | Karuizawa                                                     | 500 m (16 grudnia)                                            | Uwe-Jens Mey                                                  | Dan Jansen                                                    | Yasunori Miyabe                                               |
| 15-16 grudnia 1990  | Karuizawa                                                     | 1000 m (16 grudnia)                                           | Igor Żelezowski                                               | Toshiyuki Kuroiwa                                             | Nick Thometz                                                  |
| 15-16 grudnia 1990  | Butte                                                         | 1500 m (15 grudnia)                                           | Ådne Søndrål                                                  | Ben van der Burg                                              | Leo Visser                                                    |
| 15-16 grudnia 1990  | Butte                                                         | 5000 m (16 grudnia)                                           | Johann Olav Koss                                              | Ben van der Burg                                              | Leo Visser                                                    |
| 18-20 stycznia 1991 | 88. mistrzostwa Europy w wieloboju 1991 – Sarajewo            | 88. mistrzostwa Europy w wieloboju 1991 – Sarajewo            | 88. mistrzostwa Europy w wieloboju 1991 – Sarajewo            | 88. mistrzostwa Europy w wieloboju 1991 – Sarajewo            | 88. mistrzostwa Europy w wieloboju 1991 – Sarajewo            |
| 26 stycznia 1991    | Collalbo                                                      | 500 m (26 stycznia)                                           | Uwe-Jens Mey                                                  | Sean Ireland                                                  | André Sobeck                                                  |
| 26 stycznia 1991    | Collalbo                                                      | 1500 m (26 stycznia)                                          | Peter Adeberg                                                 | Tomas Gustafson                                               | Leo Visser                                                    |
| 27 stycznia 1991    | Innsbruck                                                     | 500 m (27 stycznia)                                           | Uwe-Jens Mey                                                  | Roger Strøm                                                   | Olaf Zinke                                                    |
| 27 stycznia 1991    | Innsbruck                                                     | 1000 m (27 stycznia)                                          | Uwe-Jens Mey                                                  | Sean Ireland                                                  | Olaf Zinke                                                    |
| 27 stycznia 1991    | Innsbruck                                                     | 5000 m (27 stycznia)                                          | Johann Olav Koss                                              | Leo Visser                                                    | Bart Veldkamp                                                 |
| 9-10 lutego 1991    | 85. mistrzostwa świata w wieloboju 1991 – Heerenveen          | 85. mistrzostwa świata w wieloboju 1991 – Heerenveen          | 85. mistrzostwa świata w wieloboju 1991 – Heerenveen          | 85. mistrzostwa świata w wieloboju 1991 – Heerenveen          | 85. mistrzostwa świata w wieloboju 1991 – Heerenveen          |
| 16-17 lutego 1991   | Albertville                                                   | 500 m (16 lutego)                                             | Yasunori Miyabe                                               | Toshiyuki Kuroiwa                                             | Olaf Zinke                                                    |
| 16-17 lutego 1991   | Albertville                                                   | 500 m (16 lutego)                                             | Yasunori Miyabe                                               | Uwe-Jens Mey                                                  | Toshiyuki Kuroiwa                                             |
| 16-17 lutego 1991   | Albertville                                                   | 1000 m (17 lutego)                                            | Toshiyuki Kuroiwa                                             | Uwe-Jens Mey                                                  | Olaf Zinke                                                    |
| 16-17 lutego 1991   | Albertville                                                   | 1500 m (17 lutego)                                            | Johann Olav Koss                                              | Markus Tröger                                                 | Danny Kah                                                     |
| 16-17 lutego 1991   | Albertville                                                   | 5000 m (17 lutego)                                            | Johann Olav Koss                                              | Geir Karlstad                                                 | Leo Visser                                                    |
| 23-24 lutego 1991   | 22. Mistrzostwa świata w wieloboju sprinterskim 1991 – Inzell | 22. Mistrzostwa świata w wieloboju sprinterskim 1991 – Inzell | 22. Mistrzostwa świata w wieloboju sprinterskim 1991 – Inzell | 22. Mistrzostwa świata w wieloboju sprinterskim 1991 – Inzell | 22. Mistrzostwa świata w wieloboju sprinterskim 1991 – Inzell |
| 9-10 marca 1991     | Inzell                                                        | 500 m (9 marca)                                               | Dan Jansen                                                    | Igor Żelezowski                                               | Andriej Bachwałow                                             |
| 9-10 marca 1991     | Inzell                                                        | 1000 m (9 marca)                                              | Dan Jansen                                                    | Igor Żelezowski                                               | Yasunori Miyabe                                               |
| 9-10 marca 1991     | Inzell                                                        | 5000 m (9 marca)                                              | Johann Olav Koss                                              | Bart Veldkamp                                                 | Geir Karlstad                                                 |
| 9-10 marca 1991     | Inzell                                                        | 500 m (10 marca)                                              | Yasunori Miyabe                                               | Dan Jansen                                                    | Uwe-Jens Mey                                                  |
| 9-10 marca 1991     | Inzell                                                        | 1500 m (10 marca)                                             | Peter Adeberg                                                 | Johann Olav Koss                                              | Rintje Ritsma                                                 |
| 9-10 marca 1991     | Inzell                                                        | 10 000 m (10 marca)                                           | Johann Olav Koss                                              | Bart Veldkamp                                                 | Roberto Sighel                                                |

#### Klasyfikacje
| Lp. | Zawodnik          | Punkty |
| --- | ----------------- | ------ |
| 1.  | Uwe-Jens Mey      | 208    |
| 2.  | Yasunori Miyabe   | 204    |
| 3.  | Toshiyuki Kuroiwa | 186    |
| 4.  | Andriej Bachwałow | 143    |
| 5.  | Igor Żelezowski   | 132    |
| 6.  | Yasushi Kuroiwa   | 127    |
| 7.  | Sean Ireland      | 119    |
| 8.  | Dan Jansen        | 116    |
| 9.  | Jegal Sung-yeol   | 114    |
| 10. | Satoru Kuroiwa    | 96     |

| Lp. | Zawodnik          | Punkty |
| --- | ----------------- | ------ |
| 1.  | Igor Żelezowski   | 142    |
| 2.  | Toshiyuki Kuroiwa | 120    |
| 3.  | Aleksandr Klimow  | 94     |
| 4.  | Olaf Zinke        | 93     |
| 5.  | Nick Thometz      | 89     |
| 6.  | Uwe-Jens Mey      | 85     |
| 7.  | Sean Ireland      | 81     |
| 8.  | Uwe Streb         | 70     |
| 8.  | Andriej Bachwałow | 70     |
| 10. | Dan Jansen        | 60     |

| Lp. | Zawodnik           | Punkty |
| --- | ------------------ | ------ |
| 1.  | Johann Olav Koss   | 108    |
| 2.  | Peter Adeberg      | 106    |
| 3.  | Markus Tröger      | 82     |
| 4.  | Leo Visser         | 81     |
| 5.  | Ådne Søndrål       | 80     |
| 6.  | Ben van der Burg   | 76     |
| 7.  | Roberto Sighel     | 69     |
| 8.  | Danny Kah          | 65     |
| 9.  | Tomas Gustafson    | 63     |
| 10. | Michael Hadschieff | 57     |

| Lp. | Zawodnik         | Punkty |
| --- | ---------------- | ------ |
| 1.  | Johann Olav Koss | 150    |
| 2.  | Leo Visser       | 113    |
| 3.  | Bart Veldkamp    | 112    |
| 4.  | Roberto Sighel   | 101    |
| 5.  | Jaromir Radke    | 94     |
| 6.  | Thomas Bos       | 91     |
| 7.  | Markus Tröger    | 87     |
| 8.  | Ben van der Burg | 84     |
| 9.  | Per Bengtsson    | 77     |
| 10. | Danny Kah        | 53     |